# 片平里菜
片平 里菜（かたひら りな、1992年5月12日 - ）は、日本の女性シンガーソングライター。福島県福島市出身。2014年3月に上京、現在東京在住。所属レーベルはポニーキャニオン。所属事務所はソニー・ミュージックアーティスツを経て2018年6月1日よりフリー、同年12月1日より個人事務所「BUCHI.」所属。ギターブランド・エピフォンの日本女性初の公認アーティスト。

## 来歴

### デビュー前
2009年、高校3年生の時、アマチュアバンドでギターを担当していた3歳上の兄の影響でアコースティックギターを弾くようになり、周囲のライブや曲作りをしてみればというアドバイスで夏休みに音楽活動を始めた。
2011年9月、ギターを始めてわずか2年でTOKYO FM主催の10代限定の夏フェス「閃光ライオット2011」ファイナルステージに出場。オリジナル曲「夏の夜」を披露し、1万組の中から審査員特別賞を受賞する。その結果、ソニー「ウォークマン」ブランドの訴求キャンペーンの一環として立ち上げられたPlay You.レーベルの第1弾アーティストに抜擢される。事務所も決まり、アルバイトを辞めて音楽一本で生活するようになった。
2012年1月より、Play You.レーベルはTOKYO FMのラジオ番組「SCHOOL OF LOCK!」とコラボレーションを始める。同番組は全国の10代リスナーたちがみんなで新人アーティスト・片平里菜を応援し、一緒に楽曲を作り上げていくという「片平里菜 楽曲制作プロジェクト」を展開、ロックバンド、ASIAN KUNG-FU GENERATIONのベーシスト、山田貴洋のプロデュース協力を得て、初めてのオリジナル楽曲「始まりに」が完成する。「10代と一緒になって楽曲を作る」というキャンペーンの趣旨から、制作過程は「mixi」と「Facebook」のそれぞれの「ウォークマン」公式ページ「Play You. Park」で公開されていた。同年3月、「ウォークマン」の10代アーティストを応援するCMに「始まりに」が採用され、自身もCM出演を果たした。また翌月には同曲が1ヶ月限定で無料配信された。3月、「Play You. Label presents SCHOOL OF LOCK!の春夜祭2012 AFTER THE SCHOOL 〜片平里菜ライブ！ ゲストASIAN KUNG-FU GENERATION 山田貴洋先生〜」に出演。同年7月、ASIAN KUNG-FU GENERATION主催の「NANO-MUGEN FES. 2012」に、デビュー前にもかかわらず出演し、ほとんど初めてと言っていいバンド編成でのライブも経験する（バンドメンバーにはASIAN KUNG-FU GENERATIONの喜多建介、山田貴洋が参加）。8月、福島テレビにて片平の活動を追ったドキュメント番組「きみこそみらい“シンガーソングライター片平里菜”」がオンエアされる。10月、大阪のミナミ地区にて3日間にわたり行われたサーキットイベント「MINAMI WHEEL 2012」に出演。片平のライブは会場となったSoap opera classicsでの最多動員を記録し、入場規制がかかる盛況ぶりを見せた。11月からは自身初のレギュラーラジオ番組「片平LOCKS！」も始まった。

### メジャーデビュー
2013年
- 1月16日、前回の無料配信で好評を得てTwitterやブログなどを通じてリクエストが殺到していた「始まりに」が、iTunes、レコチョク着うたフルなどで配信を開始[2][4][11]。14日から先行配信されたレコチョクの着うたが、同日付のデイリーチャートで新人としては異例の初登場2位を記録した[4][11]。
- 2月10日、『閃光ライオット感謝祭』のステージ上でポニーキャニオンからメジャーデビューすることが発表された[15]。
- 4月1日から30日まで、全20公演の全国弾き語りツアー「片平里菜 飾らない笑顔で 弾き語りツアー2013」を、1カ月間にわたり行う[9]。
- 5月15日、都内のライブハウスで音楽業界向けコンベンションライブを開催。ステージ上で、メジャーデビューの日程と、ギブソン社傘下のギターブランド・エピフォンが日本人女性初のエピフォンアーティストとして片平里菜を公認したことが発表された [16][17][18]。
- 8月7日、ポニーキャニオンよりシングル「夏の夜」でメジャーデビュー。「夏の夜」は高校生の頃に書いた曲であり、デビューのきっかけになった「閃光ライオット 2011」でも歌っていた原点の1曲。[9]

2014年
- 1月15日、2ndシングル「女の子は泣かない」をリリース。
- 1月25日、アメリカ・アナハイムで開催された「the NAMM show2014」にGibson/Epiphoneの招待で参加、海外初ライブを経験する。
- 1月31日から初のワンマンライブ「片平里菜 1stワンマンツアー2014〝女の子は泣け、笑え、叫べ〟」を開催。
- 4月3日からスタートのYOKOHAMA RADIO APARTMENT 「カタコトラジオ」が放送開始。
- 4月30日、3rdシングル「Oh JANE/あなた」をリリース。
- 5月から7月にかけて弾き語りライブ「片平里菜 あの場所で偶然 弾き語りツアー2014」を開催。
- 8月6日には1st アルバム『amazing sky』をリリース。
- 11月から二度目の全国ワンマンツアー「diffusy presents 片平里菜 2nd ワンマンツアー2014〝amazing sky〟」を6カ所で開催。

2015年
- 2月25日 4枚目のシングル「誰もが/煙たい」リリース。
- 3月からオンエアのサントリーチューハイ「ほろよい」のCMに出演。CM曲の歌唱・演奏も担当。
- 4月1日、片平が「眼鏡越しの空」のカバーで参加したDREAMS COME TRUEのトリビュート・アルバム『私とドリカム2 -ドリカムワンダーランド2015 開催記念 BEST COVERS-』がリリース[19]。
- 5月9日、弾き語りツアーとしては3回目、弾き語りワンマンツアーとしては初となる全国ツアー「片平里菜 弾き語りワンマンツアー2015“最高の仕打ち”」がスタート[20]。
- 8月26日 5thシングル「誰にだってシンデレラストーリー」リリース。
- 10月24日、片平の楽曲「姿」が主題歌に使用された映画「かぐらめ」の全国ロードーショーが始まる[21]。
- 12月9日、片平がバンド史上最年少でのゲストボーカルに抜擢された東京スカパラダイスオーケストラのシングル「嘘をつく唇」がリリース[22]。

2016年
- 1月13日 6thシングル「この涙を知らない」をリリース。
- 2月3日 2ndアルバム「最高の仕打ち」をリリース。
- 2月6日 ワンマンライブツアー「そんなふうに愛することができる?」開幕。
- 3月17日 楽曲「最高の仕打ち」を原作とした映画の製作と、片平が本人役で主演することが発表される [23]。
- 4月27日 7thシングル「結露」リリース。
- 6月10日 4年連続となる弾き語りツアー「ねえだってこんな世の中だしせめてふたりは上手くやっていこう」開幕。

2017年
- 3月1日 8thシングル「なまえ」リリース。
- 3月5日 自身初となるホールツアー「片平里菜 ホールツアー2017」開幕。
- 6月21日 配信限定シングル「lucy」リリース。
- 6月23日 自身初となる2マンツアー「LOVE」開幕。
- 10月29日 年またぎとなるライブハウスツアー「片平里菜 ライブハウスツアー 2017-2018」開幕。
- 12月20日、3rdアルバム「愛のせい」リリース[24]。

2018年
- 3月2日 デビュー5周年企画第一弾「60分一本弾き語りライブ」。
- 5月10日 デビュー5周年企画第二弾「-2部構成-「愛のせい」アルバム全曲再現ライブ＆シングル全曲ライブ」。
- 6月1日 前日の5月31日をもってソニー・ミュージックアーティスツと片平のマネジメント契約が終了したことが発表された[25][26]。
- 8月4日 - 5日 ソニー・ミュージックアーティスツ退所後初となるワンマンライブ「夏の夜」（4日）「泣き晴らした朝に」（5日）開催[27]。
- 11月14日 デビュー5周年を記念したベストアルバム「fragment」を発売。
- 12月1日 個人事務所「BUCHI.」の設立を発表[28]。

2019年
- 5月11日 fragment Live追加公演 birthday special 「sunny to bloom」会場限定CD発売

2020年
- 1月15日 4thアルバム「一年中」リリース。
- 5月31日 月見ル君想フの生配信特設サイト"MOON ROMANTIC CHANNEL"にて弾き語り配信ライヴの開催が決定[29]。

## 人物
福島県立安達高等学校卒業。2013年には母校の文化祭にゲスト出演している。
尊敬するアーティストはアラニス・モリセット、アヴリル・ラヴィーン。最初は派手なビジュアルのロックな女の子がかっこよく見えていたため、アヴリルのようになりたいと思い、非常に憧れていた。歌手になることを決めたのも彼女に憧れたから。しかし、実際にライブをしたり曲を作ったりするうちに自身の求めるアーティスト像も変わっていき、最終的にはシェリル・クロウやアラニス・モリセットのような独立心のある女性に憧れるようになった。特にアラニスからは音楽のスタイルや考え方など、大きく影響を受けている。
洋楽の女性シンガーへの憧れが強い。アヴリル・ラヴィーンが入り口となって遡って聴いていくうちに、シェリル・クロウやミシェル・ブランチ、アラニス・モリセット、キャロル・キング、ジャニス・ジョプリン、パティ・スミス、トレイシー・チャップマンといった女性歌手たちと出会い、自分もこうありたいと思うようになった。
父親が洋楽邦楽問わず何でも聞く人で、家にはCDがたくさんあった。クイーンやビートルズといった音楽が生活の中で流れ、ギターやその他の楽器もある家庭だった。
子供の頃はかわいいタイプの芸能人が好きで、安室奈美恵やモーニング娘。などをよく真似していた。
自分で音楽をやりたい、歌手になりたいと思うようになったのは小学生の頃。中学生の兄がギターを弾き始めてバンドを組んだのを見てかっこいいと思い、自分もやってみたいと憧れながら見ていた。すると兄に色々なロックを聴かされるようになり、そこから自分でもアヴリル・ラヴィーンなどの女性シンガーソングライターにのめり込んでいき、自分で曲を作って歌って表現することに強く憧れるようになった。
中学生の頃は兄の影響でパンクやメタルやロックばかりを聴いていたが、高校生になると歌手になりたいという思いが強くなったので、意識的に絢香やSuperfly、クリスティーナ・アギレラなどのパワフルな女性シンガーを中心に聴いて女性ボーカリストの歌を勉強するようになった。
本格的にギターと作詞・作曲を始めたのは遅く、高校3年生の時。中学3年生の終わる頃に本気で歌手になりたいと思うようになり、メジャーデビューするにはまず歌が上手くならないといけないと考えて高校1年生の頃からボイストレーニングにも通うようになった。最初はギターを持たずに絢香の曲を練習していたが、オーディションを受けても全く引っかからなかった。ちょうどその頃ライブをやりたいと思うようになり、高校3年のときに家にあったアコースティックギターに触れたのがきっかけで本格的に練習を始めた。とは言うものの独学であり、雑誌の「Go!Go! GUITAR」などに載っているギター譜でYUIの曲を練習し、そこでコードを覚えていった。オリジナル曲を作り始めたのもギターを覚えてから。
細美武士（ELLEGARDEN、the HIATUS、MONOEYES）と親交があり、片平は「兄のような存在」と語っている。細美のラジオ番組に出演した際に自身の楽曲「煙たい」を弾き語りでセッションしてその音源をYouTubeで公開したこともある。ミュージシャン以外では写真家の石井麻木と親交が深く、2人でのトークイベントも開催やコラボグッズの発売などもしている。
中学生の時より一貫してロングヘアだった。2017年時のインタビューでは、音楽活動の時は飾らずナチュラルでいたいと考えているので、持ち前の髪は大事にしたいと語っている。しかし、2018年2月、自身の5周年記念ライブ発表後、ショートカットにする。

## ディスコグラフィ

### シングル
|      | 発売日        | タイトル                       | 規格   | 規格品番                                   | 最高順位 オリコン | 出典   |
| ---- | ------------- | ------------------------------ | ------ | ------------------------------------------ | ----------------- | ------ |
| 1st  | 2013年8月7日  | 夏の夜                         | CD     | PCCA-03871                                 | 44位              | [ 36 ] |
| 2nd  | 2014年1月15日 | 女の子は泣かない               | CD     | PCCA-03959                                 | 18位              | [ 37 ] |
| 3rd  | 2014年4月30日 | Oh JANE/あなた                 | CD     | PCCA-04010                                 | 28位              | [ 38 ] |
| 4th  | 2015年2月25日 | 誰もが/煙たい                  | CD+DVD | PCCA-04175（完全生産限定盤）               | 25位              | [ 39 ] |
| 4th  | 2015年2月25日 | 誰もが/煙たい                  | CD     | PCCA-04176（通常盤）                       | 25位              | [ 39 ] |
| 5th  | 2015年8月28日 | 誰にだってシンデレラストーリー | CD+DVD | PCCA-04276（完全生産限定盤）               | 37位              | [ 40 ] |
| 5th  | 2015年8月28日 | 誰にだってシンデレラストーリー | CD     | PCCA-04277（通常盤）                       | 37位              | [ 40 ] |
| 6th  | 2016年1月13日 | この涙を知らない               | CD     | PCCA-70468（完全生産限定盤）               | 15位              | [ 41 ] |
| 7th  | 2016年4月27日 | 結露                           | CD+DVD | PCCA-04378（初回限定盤）                   | 24位              | [ 42 ] |
| 7th  | 2016年4月27日 | 結露                           | CD     | PCCA-04379（通常盤）                       | 24位              | [ 42 ] |
| 7th  | 2016年4月27日 | 結露                           | CD     | PCCA-70741（TVアニメ「迷家-マヨイガ-」盤） | 24位              | [ 42 ] |
| 8th  | 2017年3月1日  | なまえ                         | CD+DVD | PCCA-04500（初回限定盤）                   | 44位              | [ 43 ] |
| 8th  | 2017年3月1日  | なまえ                         | CD     | PCCA-04501（通常盤）                       | 44位              | [ 43 ] |
| 9th  | 2020年9月9日  | HEY! Darling EP                | CD     | PCCA-04963                                 |                   | [ 44 ] |
| 10th | 2023年8月2日  | 予兆                           | CD     | BCH-0001                                   |                   | [ 45 ] |

#### 配信限定シングル
| 発売日        | タイトル | 規格                   |
| ------------- | -------- | ---------------------- |
| 2013年1月16日 | 始まりに | デジタル・ダウンロード |
| 2017年6月21日 | lucy     | デジタル・ダウンロード |

### アルバム

#### オリジナル・アルバム
|     | 発売日         | タイトル     | 規格   | 規格品番                         | 最高順位 オリコン |
| --- | -------------- | ------------ | ------ | -------------------------------- | ----------------- |
| 1st | 2014年8月6日   | amazing sky  | CD+DVD | PCCA-04064（初回限定盤）         | 12位              |
| 1st | 2014年8月6日   | amazing sky  | CD     | PCCA-04065（通常盤）             | 12位              |
| 2nd | 2016年2月3日   | 最高の仕打ち | CD+DVD | PCCA-04339（完全数量限定生産盤） | 8位               |
| 2nd | 2016年2月3日   | 最高の仕打ち | CD     | PCCA-04340 （通常盤）            | 8位               |
| 3rd | 2017年12月20日 | 愛のせい     | CD     | PCCA-04605                       | 42位              |
| 4th | 2020年1月15日  | 一年中       | CD     | PCCA-04887                       | 37位              |
| 5th | 2023年10月18日 | Redemption   | CD     | BCH-0002                         |                   |

#### ベスト・アルバム
|     | 発売日         | タイトル | 規格      | 規格品番                          | 最高順位 オリコン |
| --- | -------------- | -------- | --------- | --------------------------------- | ----------------- |
| 1st | 2018年11月14日 | fragment | CD2枚+DVD | PCCA-04719 （完全数量限定生産盤） | 35位              |
| 1st | 2018年11月14日 | fragment | CD2枚     | PCCA-04720（通常盤）              | 35位              |

### 映像作品
|     | 発売日        | タイトル                                                  | 規格   | 規格品番   |
| --- | ------------- | --------------------------------------------------------- | ------ | ---------- |
| 1st | 2017年8月9日  | 片平里菜ホールツアー2017 03.05 中野サンプラザ             | CD+DVD | PCBP-53215 |
| 2nd | 2025年2月26日 | 片平里菜 Redemption TOUR 2023-2024 FINAL 日比谷野外音楽堂 | DVD    | BCH-0003   |

### 参加作品

#### シングル
| 種類           | 発売日        | タイトル   | アーティスト                   | 規格   | 規格品番                       | 最高順位 オリコン |
| -------------- | ------------- | ---------- | ------------------------------ | ------ | ------------------------------ | ----------------- |
| ゲストボーカル | 2015年12月9日 | 嘘をつく唇 | 東京スカパラダイスオーケストラ | CD+DVD | CTCR-40375/B（完全生産限定盤） | 16位              |
| ゲストボーカル | 2015年12月9日 | 嘘をつく唇 | 東京スカパラダイスオーケストラ | CD     | CTCR-40376（通常盤）           | 16位              |

#### アルバム
| 種類                         | 発売日         | タイトル                                                        | 規格        | 規格品番       | 参加曲           |
| ---------------------------- | -------------- | --------------------------------------------------------------- | ----------- | -------------- | ---------------- |
| コンピレーション             | 2012年6月27日  | ASIAN KUNG-FU GENERATION presents NANO-MUGEN COMPILATION 2012   | CD（2枚組） | KSCL-2056/2057 | 始まりに         |
| コンピレーション             | 2014年12月10日 | 映画 アオハライド『MUSIC RIDE』                                 | CD          | ESCL-4321      | 女の子は泣かない |
| コンピレーション             | 2015年4月1日   | 私とドリカム2 -ドリカムワンダーランド2015 開催記念 BEST COVERS- | CD          | ESCL-4394      | 眼鏡越しの空     |
| コンピレーション             | 2016年1月27日  | 30th anniversary THE BLUE HEARTS re-mix『re-spect』             | CD          |                | 情熱の薔薇       |
| 作詞・作曲（共作）・コーラス | 2017年1月18日  | チャラン・ポ・ランタン『トリトメナシ』                          | CD          | AVCD-93592     | 夢ばっかり       |

## タイアップ
| 起用年 | 楽曲                           | タイアップ先                                                       | 出典   |
| ------ | ------------------------------ | ------------------------------------------------------------------ | ------ |
| 2012年 | 始まりに                       | SONY Sound Premium 「始まりに」篇 CMソング                         | [ 10 ] |
| 2013年 | baby                           | J SPORTS STADIUM2013 中継テーマソング                              | [ 52 ] |
| 2013年 | Come Back Home                 | 福島テレビ開局50周年 イメージソング                                | [ 53 ] |
| 2013年 | Come Back Home                 | FM802 2013年8月度「HEAVY ROTATION」                                | [ 53 ] |
| 2013年 | 夏の夜                         | 日本テレビ系『ミュージックドラゴン』 2013年7月度オープニングテーマ | [ 54 ] |
| 2014年 | 女の子は泣かない               | テレビ朝日系『musicる TV』 2014年1月度オープニングテーマ           | [ 55 ] |
| 2014年 | 女の子は泣かない               | テレビ神奈川『saku saku』 2014年1月度エンディングテーマ            | [ 55 ] |
| 2014年 | 女の子は泣かない               | 小学館『CanCam』 2014年4月号&5月号CMソング                         | [ 56 ] |
| 2014年 | Hey boy!                       | J SPORTS STADIUM2014 中継テーマソング                              | [ 57 ] |
| 2014年 | 片思いの味                     | TOKYO FM『SCHOOL OF LOCK!』 公式バレンタイン・ソング               | [ 58 ] |
| 2014年 | 小石は蹴飛ばして               | 福島テレビ「いっしょに歩こう！ふくしま」 イメージソング            | [ 59 ] |
| 2014年 | Oh JANE                        | TBS系『CDTV』 2014年5月度エンディングテーマ                        | [ 60 ] |
| 2014年 | Oh JANE                        | テレビ神奈川『saku saku』 2014年5月度エンディングテーマ            | [ 61 ] |
| 2014年 | あなた                         | KADOKAWA配給映画『ライヴ』 主題歌                                  | [ 62 ] |
| 2014年 | 心は                           | NHK-FM『Music Line』 2014年8・9月度エンディングテーマ              | [ 63 ] |
| 2014年 | tiny room                      | アイエス・フィールド配給映画『ハニー・フラッパーズ』 挿入歌        | [ 64 ] |
| 2015年 | 誰もが                         | 受験生応援プロジェクト『Toppa突破』公式応援ソング                  | [ 65 ] |
| 2015年 | スターター                     | J SPORTS STADIUM2015 中継テーマソング                              | [ 66 ] |
| 2015年 | 姿                             | 映画「かぐらめ」主題歌                                             | [ 67 ] |
| 2015年 | 誰にだってシンデレラストーリー | TBS系『王様のブランチ』8月・9月度エンディングテーマ                | [ 68 ] |
| 2016年 | この涙を知らない               | テレビ神奈川『saku saku』 2016年1月度エンディングテーマ            | [ 69 ] |
| 2016年 | この涙を知らない               | 福島テレビ『福歌丸』1月度エンディングテーマ                        | [ 69 ] |
| 2016年 | Party                          | サブスクリプション音楽配信サービスKKBOX TVCMソング                 | [ 70 ] |
| 2016年 | Party                          | 日本テレビ系『PON!』2月度エンディングテーマ                        | [ 71 ] |
| 2016年 | 結露                           | アニメ「迷家-マヨイガ-」エンディングテーマ                         | [ 42 ] |
| 2017年 | なまえ                         | 映画「パパのお弁当は世界一」主題歌                                 | [ 72 ] |
| 2017年 | lucy                           | ファッション通販「RyuRyu」CMソング                                 | [ 73 ] |
| 2018年 | からっぽ                       | 不動産「minimini」CMソング                                         | [ 74 ] |
| 2020年 | JUMP                           | "SNOW" WEBCM                                                       | [ 75 ] |
| 2020年 | bloom in the city              | "SNOW" WEBCM                                                       | [ 75 ] |

## ライブ

### ライブツアー
| 公演日  | 地名   | 会場                |
| ------- | ------ | ------------------- |
| 4月1日  | 石巻   | BLUE RESISTANCE     |
| 4月2日  | 大船渡 | FREAKS              |
| 4月3日  | 宮古   | KLUB COUNTER ACTION |
| 4月5日  | 青森   | ASYLUM              |
| 4月7日  | いわき | club SONIC iwaki    |
| 4月8日  | 水戸   | club SONIC mito     |
| 4月9日  | 千葉   | SHIZU SOUND STREAM  |
| 4月11日 | 静岡   | MESCALIN DRIVE      |
| 4月12日 | 長野   | LIVE HOUSE J        |
| 4月14日 | 大阪   | Soap opera classics |
| 4月15日 | 神戸   | WYNTERLAND          |
| 4月16日 | 岡山   | CRAZYMAMA 2nd Room  |
| 4月19日 | 熊本   | しそにぬ            |
| 4月20日 | 佐賀   | RAG-G               |
| 4月21日 | 福岡   | Hair Design Gram    |
| 4月22日 | 山口   | Organ's Melody      |
| 4月23日 | 広島   | ふらんす座          |
| 4月24日 | 米子   | Live House ONE MAKE |
| 4月29日 | 仙台   | 市民活動シアター    |
| 4月30日 | 福島   | Live Space C-moon   |

| 公演日  | 地名   | 会場（イベント名）                                                |
| ------- | ------ | ----------------------------------------------------------------- |
| 5月12日 | 石巻   | BLUE RESISTANCE                                                   |
| 5月13日 | 大船渡 | FREAKS                                                            |
| 5月14日 | 宮古   | KLUB COUNTER ACTION                                               |
| 5月17日 | 石巻   | 遊楽館 かなんホール                                               |
| 5月20日 | 秋田   | CLUB SWINDLE                                                      |
| 5月21日 | いわき | club SONIC iwaki                                                  |
| 5月24日 | 福島   | 羽鳥湖高原レジーナの森 （風とロック CARAVAN福島～岩瀬郡天栄村～） |
| 5月25日 | 横浜   | 赤レンガ地区野外特設会場 （GREENROOM FESTIVAL '14）               |
| 6月8日  | 名古屋 | EDITS （SAKAE SP-RING 2014）                                      |
| 6月9日  | 長野   | LIVE HOUSE J                                                      |
| 6月10日 | 新潟   | SHOW! CASE!!                                                      |
| 6月17日 | 札幌   | COLONY                                                            |
| 6月21日 | 松山   | キティホール                                                      |
| 6月23日 | 岡山   | 城下公会堂                                                        |
| 6月24日 | 広島   | ナミキジャンクション                                              |
| 6月27日 | 山口   | Organ's Melody                                                    |
| 6月28日 | 熊本   | Arbaro                                                            |
| 6月30日 | 福岡   | ROOMS                                                             |
| 7月2日  | 鹿児島 | SR HALL                                                           |
| 7月4日  | 高松   | MONSTER                                                           |
| 7月8日  | 心斎橋 | KITCHEN和                                                         |
| 7月9日  | 京都   | 磔磔                                                              |
| 7月11日 | 東京   | 自由学園明日館講堂                                                |

| 公演日   | 地名   | 会場（イベント名）              |
| -------- | ------ | ------------------------------- |
| 8月23日  | 盛岡   | the five morioka                |
| 8月25日  | 弘前   | KEEP THE BEAT                   |
| 8月27日  | 秋田   | Club SWINDLE                    |
| 8月28日  | 新潟   | Live Hall GOLDEN PIGS RED STAGE |
| 8月30日  | 前橋   | 前橋DYVER                       |
| 9月15日  | 水戸   | 水戸club SONIC mito             |
| 9月20日  | 宇都宮 | 宇都宮HEVEN'S ROCK 2/3 VJ4      |
| 10月3日  | 滋賀   | 滋賀U☆STONE                     |
| 10月5日  | 岡山   | 岡山CRAZY MAMA 2nd Room         |
| 10月7日  | 広島   | 広島CAVEーBE                    |
| 10月9日  | 米子   | 米子ATZTiC laughs               |
| 10月10日 | 出雲   | 出雲APOLLO                      |
| 10月12日 | 岐阜   | 岐阜CLUB ROOTS                  |
| 11月1日  | 長野   | 長野LIVEHOUSE J                 |
| 11月3日  | 富山   | 富山MAIRO                       |
| 11月4日  | 金沢   | 金沢van van V4                  |
| 11月6日  | 福井   | 福井CHOP                        |
| 11月7日  | 京都   | 京都MUSE                        |
| 11月9日  | 浜松   | 窓枠                            |
| 12月6日  | 名古屋 | 名古屋Tokuzo                    |
| 12月8日  | 心斎橋 | 心斎橋BRONZE                    |
| 12月9日  | 周南   | 周南LIVE rise SHUNAN            |
| 12月11日 | 松山   | 松山Double-u Studio             |
| 12月13日 | 高松   | 高松DIME                        |
| 12月15日 | 奈良   | 奈良NEVERLAND                   |
| 1月16日  | 神戸   | 太陽と虎                        |
| 1月18日  | 福岡   | LIVE HOUSE OP's                 |
| 1月19日  | 大分   | club SPOT                       |
| 1月21日  | 熊本   | Django                          |
| 1月22日  | 佐賀   | RAG.G                           |
| 2月10日  | 横浜   | F.A.D                           |
| 2月17日  | 千葉   | 千葉LOOK                        |
| 2月23日  | 熊谷   | 熊谷HEVEN'S ROCK VJ-1           |
| 3月1日   | いわき | club SONIC iwaki                |
| 3月2日   | 福島   | アウトライン                    |
| 3月4日   | 宮古   | 宮古KLUB COUNTERACTION          |
| 3月5日   | 大船渡 | KESEN ROCK FREAKS               |
| 3月7日   | 石巻   | BLUE RESISTANCE                 |
| 3月9日   | 仙台   | MACANA                          |
| 4月7日   | 札幌   | Sound lab mole                  |
| 4月13日  | 渋谷   | duo MUSIC EXCHANGE              |
| 4月15日  | 沖縄   | 桜坂セントラル                  |

| 公演日  | 地名   | 会場（イベント名）     |
| ------- | ------ | ---------------------- |
| 5月11日 | 福島   | LIVE STAGE PEAK ACTION |
| 5月23日 | 山梨   | Feel Rock CAFE         |
| 5月25日 | 山形   | LIVE ARB               |
| 6月2日  | 三重   | M'AXA BAR&GRILL        |
| 6月3日  | 和歌山 | 和歌山CLUB GATE        |
| 6月5日  | 徳島   | club GRINDHOUSE        |
| 6月7日  | 高知   | X-pt.                  |
| 6月8日  | 福岡   | 小倉FUSE               |
| 6月10日 | 宮崎   | LAZARUS                |
| 6月12日 | 鹿児島 | Live HEAVEN            |
| 6月15日 | 長崎   | Studio Do!             |

| 公演日  | 地名 | 会場              |
| ------- | ---- | ----------------- |
| 1月30日 | 東京 | 渋谷WWW           |
| 2月8日  | 大阪 | 南堀江knave       |
| 2月9日  | 福島 | Live Space C-moon |

| 公演日   | 地名 | 会場               |
| -------- | ---- | ------------------ |
| 11月16日 | 愛知 | ell. FISTALL       |
| 11月18日 | 宮城 | LIVE HOUSE enn 2nd |
| 11月23日 | 大阪 | UMEDA AKASO        |
| 11月24日 | 東京 | 恵比寿LIQUIDROOM   |
| 12月6日  | 福岡 | 天神Queblick       |

| 公演日  | 地名   | 会場                       |
| ------- | ------ | -------------------------- |
| 5月9日  | 大阪   | BIG CAT                    |
| 5月24日 | 北海道 | club garden                |
| 6月12日 | 東京   | TSUTAYA O-EAST             |
| 6月19日 | 宮城   | BLUE RESITANCE             |
| 6月20日 | 岩手   | LIVEHOUSE FREAKS           |
| 6月21日 | 岩手   | KLUB COUNTER ACTION MIYAKO |
| 6月26日 | 愛知   | Electric Lady Land         |
| 7月3日  | 香川   | 高松DIME                   |
| 7月5日  | 広島   | 広島CLUB QUATTRO           |
| 7月10日 | 熊本   | CIB                        |
| 7月12日 | 福岡   | 筑前一之宮住吉神社 能楽殿  |
| 7月19日 | 福島   | club SONIC iwaki           |

| 公演日  | 地名   | 会場                       |
| ------- | ------ | -------------------------- |
| 2月6日  | 福島   | 郡山HIP SHOT JAPAN         |
| 2月7日  | 埼玉   | HEAVEN'S ROCK さいたま新都 |
| 2月13日 | 新潟   | GOLDEN PIGS RED STAGE      |
| 2月14日 | 岩手   | 仙台Rensa                  |
| 2月28日 | 福岡   | Drum Logos                 |
| 3月5日  | 北海道 | 札幌PENNY LANE 24          |
| 3月12日 | 広島   | Club Quattro               |
| 3月13日 | 愛知   | 名古屋ダイアモンドホール   |
| 3月18日 | 大阪   | なんばHatch                |
| 3月21日 | 東京   | Zepp DiverCity             |

| 公演日  | 地名   | 会場                      |
| ------- | ------ | ------------------------- |
| 6月10日 | 京都   | 磔磔                      |
| 6月12日 | 松山   | キティホール              |
| 6月13日 | 高松   | DIME                      |
| 6月14日 | 広島   | クラブクアトロ            |
| 6月17日 | 横浜   | 赤レンガ倉庫1号館ホール   |
| 6月19日 | 名古屋 | ダイアモンドホール        |
| 6月20日 | 浜松   | LiveHouse浜松窓枠         |
| 6月24日 | 札幌   | PENNY LANE24              |
| 7月1日  | 福岡   | 都久志会館                |
| 7月3日  | 熊本   | B.9 V1                    |
| 7月8日  | 新潟   | LOTS                      |
| 7月10日 | 金沢   | MILLION CITY              |
| 7月19日 | 仙台   | Rensa                     |
| 7月22日 | 郡山   | HIP SHOT JAPAN            |
| 7月23日 | 盛岡   | CLUB CHANGE WAVE          |
| 7月29日 | 岡山   | CRAZYMAMA KINGDOM         |
| 7月31日 | 大阪   | 大阪市中央公会堂          |
| 8月12日 | 東京   | 恵比寿 ザ・ガーデンホール |
| 8月13日 | 東京   | 恵比寿 ザ・ガーデンホール |

| 公演日  | 地名 | 会場           |
| ------- | ---- | -------------- |
| 3月5日  | 東京 | 中野サンプラザ |
| 3月19日 | 大阪 | NHK大阪ホール  |

| 公演日   | 地名   | 会場               |
| -------- | ------ | ------------------ |
| 10月29日 | 大阪   | Zepp Namba         |
| 11月11日 | 仙台   | Rensa              |
| 11月25日 | 広島   | クラブクアトロ     |
| 11月26日 | 高松   | DIME               |
| 12月09日 | 札幌   | PENNYLANE          |
| 12月16日 | 福岡   | Drum Logos         |
| 12月23日 | 郡山   | HIP SHOT JAPAN     |
| 1月6日   | 名古屋 | ダイアモンドホール |
| 1月13日  | 金沢   | AZ                 |
| 1月20日  | 東京   | Zepp DiverCity     |

| 公演日 | 地名 | 会場             |
| ------ | ---- | ---------------- |
| 8月4日 | 東京 | 渋谷CLUB QUATTRO |
| 8月5日 | 東京 | 渋谷CLUB QUATTRO |

| 公演日  | 地名 | 会場           |
| ------- | ---- | -------------- |
| 2月10日 | 大阪 | なんばHatch    |
| 2月24日 | 東京 | Zepp DiverCity |

| 公演日  | 地名   | 会場           | ゲスト                          |
| ------- | ------ | -------------- | ------------------------------- |
| 6月23日 | 大阪   | BIG CAT        | Goose house                     |
| 7月2日  | 福岡   | DRUM Be-1      | OVERGROUND ACOUSTIC UNDERGROUND |
| 7月9日  | 名古屋 | SPADE BOX      | GLIM SPANKY                     |
| 7月19日 | 東京   | クラブクアトロ | My Hair is Bad                  |
| 7月20日 | 東京   | クラブクアトロ | チャラン・ポ・ランタン          |

| 公演日 | 地名   | 会場            |
| ------ | ------ | --------------- |
| 3月2日 | 大阪   | 南堀江Knave     |
| 3月4日 | 名古屋 | 名古屋HeartLand |
| 3月6日 | 下北沢 | SHELTER         |

| 公演日  | 地名   | 会場                |
| ------- | ------ | ------------------- |
| 5月10日 | 東京   | EX THEATER ROPPONGI |
| 5月24日 | 名古屋 | ダイアモンドホール  |
| 5月25日 | 大阪   | なんばHatch         |

### 参加ライブ
- 福島テレビ開局50周年感謝ライブ『福歌。2013』（2013年7月20日、ビッグパレットふくしま）

## 出演

### テレビ
- きみこそみらい（夏休み特別編 シンガーソングライター片平里菜 始まりの一歩、2012年8月6日、福島テレビ）
- オトナの！（LIVE映像OA、2013年2月20日、TBS）
- ザ・ミュージック（2013年5月19日・6月30日、テレビ東京）
- サタふく（生出演、2013年6月1日、福島テレビ）
- LIVE B（2013年7月30日、TBS）
- MUSIC LAUNCHER（2013年8月7日 - 、千葉テレビ）
- ミュージックドラゴン (2013年8月9日、日本テレビ）
- プレミアMelodiX!（2013年8月12日、テレビ東京）
- 福島テレビ開局50周年感謝ライブ 福歌。2013（2013年8月16日・9月13日、フジテレビNEXT）
- 福島テレビ開局50周年感謝ライブ 福歌。2013（2013年8月26日、福島テレビ）
- 福歌丸（2014年4月12日 - 、福島テレビ）
- リーダーズサロン（2015年10月 - 、フジテレビ） - MC ※ 不定期放送 [82]

### 映画
- 最高の仕打ち（2017年、第8回沖縄国際映画祭出品） - 主演・片平里菜（本人） 役 [23]

### CM
- SONY Sound Premium 「始まりに」篇
- サントリー 「ほろよい」（2015年3月 - ）

### ラジオ
- YOKOHAMA RADIO APARTMENT 「カタコトラジオ」（2014年4月3日 - 2016年3月30日、 FMヨコハマ）[83]
- FLiPLiPS 「内田マンション」（2016年2月6日 - 2018年3月19日、 FM802）
- FM福島 「片平里菜 Come Back Home」(2023年4月1日 - (予定))

#### インターネットラジオ
- SCHOOL OF LOCK!、スマホLOCKS!・『片平LOCKS!』（2012年11月15日 - 2015年9月30日 、JFN・TOKYO FM）